# 瓜亞拉米林
10°46′58″S 65°20′22″W / 10.78278°S 65.33944°W
瓜亞拉米林（葡萄牙語：Guajará-Mirim），是巴西的城鎮，位於該國西北部，由朗多尼亞州負責管轄，始建於1929年4月10日，面積24,856平方公里，海拔高度128米，2014年人口46,230，人口密度每平方公里1.69人。